# Micromys
Micromys este un gen de rozătoare mici din subfamilia Murinae. Genul, care nu este strâns legat de niciun alt gen murin, conține două specii vii: Micromys minutus, răspândit într-o mare parte din Europa și Asia, și Micromys erythrotis, care este mai restrâns în Vietnam, sudul Chinei și probabil în regiunile din apropiere. Fosilele Micromys datează din Miocenul Târziu și includ cel puțin 10 specii dispărute, care formează mai multe linii.

## Areal geografic
M. minutus trăiește în toată Europa și în Asia de nord. Distribuția se întinde din nord-vestul Spaniei prin cea mai mare parte a Europei, în toată Siberia până în Coreea, la nord la aproximativ 65 de grade în Rusia, la sud până la marginea de nord a Mongoliei. Există, de asemenea, populații izolate din sudul Chinei spre vest prin Yunnan.

## Habitat
M. minutus preferă habitatele caracterizate prin ierburi înalte. Acestea ar include pajiștile înalte, parcelele cu iarbă de stuf, pădurile încrucișate cu ierburi și lanurile de cereale. În Italia și Asia de Est își fac case în lanuri de orez. Densitatea populației poate fi foarte mare în medii favorabile. Inițial, acești șoareci trăiau în regiuni umede, cu ierburi înalte, de lungă durată, care cresc în apropierea râurilor, iazurilor și lacurilor. Cu apariția atacurilor umane, însă, M. minutus a fost forțat să trăiască de-a lungul drumurilor și în câmpurile de cultură. Când terenul este curățat sau recoltate, acest șoarece rămâne fără adăpost. Problema este rezolvată de mouse, fie formând o cremă superficială în sol, fie găsind adăpost în hambar sau siloz. Cu toate acestea, nu toți șoarecii sunt atât de norocoși, iar mulți șoareci mor după ce au rămas fără adăpost.